# Sezonul de Formula 1 din 2021
Campionatul Mondial de Formula 1 din 2021 a fost cel de-al 75-lea sezon al curselor auto pentru mașinile de Formula 1, recunoscut de organismul de conducere al sportului internațional, Federația Internațională de Automobilism, ca fiind competiția de cea mai înaltă clasă pentru mașinile de curse. A inclus cea de-a 72-a ediție a Campionatului Mondial al Piloților, și a 64-a ediție a Campionatului Mondial al Constructorilor. Sezonul a fost disputat pe parcursul a douăzeci și două de curse, un nou record pentru campionat, începând cu Marele Premiu al Bahrainului pe 28 martie și terminându-se cu Marele Premiu de la Abu Dhabi pe 12 decembrie.
Sezonul a pus capăt dominației Mercedes asupra ambelor campionate mondiale în era V6 turbo-hibrid (care a început în 2014), întrucât Max Verstappen de la Red Bull Racing-Honda a câștigat Campionatul la Piloți pentru prima dată în cariera sa. Verstappen a devenit primul pilot neerlandez, primul pilot cu motor Honda de la Ayrton Senna în 1991, primul pilot Red Bull de la Sebastian Vettel în 2013 și primul pilot non-Mercedes din era turbo-hibrid care a câștigat Campionatul Mondial. Septuplul campion mondial, Lewis Hamilton, de la Mercedes, a terminat pe locul secund. Mercedes și-a păstrat Campionatul Constructorilor pentru al optulea sezon consecutiv.
Finalul de sezon s-a decis într-o manieră controversată. Cei doi rivali la titlu au intrat în ultima cursă a sezonului cu puncte egale. Verstappen și-a adjudecat titlul după ce a câștigat Marele Premiu de la Abu Dhabi, care a încheiat sezonul, în urma unei depășiri în ultimul tur asupra lui Hamilton, după o perioadă controversată a mașinii de siguranță. Mercedes a protestat inițial rezultatul curse, dar a decis să nu facă recurs după ce protestul lor a fost respins. Incidentul a dus la schimbări structurale cheie ale controlului cursei, inclusiv eliminarea lui Michael Masi din rolul său de director de cursă și implementarea unei săli virtuale de control a cursei, care îl asistă pe directorul cursei.
Acesta a fost primul sezon din 2008 încoace în care pilotul campion nu a făcut parte din echipa care a luat titlul la constructori. Sezonul a fost, de asemenea, ultimul pentru campionul mondial din 2007 Kimi Räikkönen, după 19 sezoane petrecute per total în acest sport și 349 de curse în care a concurat, un record la momentul retragerii sale, doborât însă în sezonul următor de Fernando Alonso.

## Piloții și echipele înscrise în campionat
Piloții și echipele următoare au fost incluse în sezonul din 2021 al campionatului. Echipele au concurat cu anvelopele furnizate de Pirelli.
| Imagine               | Concurent                       | Constructor       | Unitate de putere   | Șasiu  | Piloți  | Piloți                                          | Piloți                  |
| Imagine               | Concurent                       | Constructor       | Unitate de putere   | Șasiu  | Nr.     | Numele pilotului                                | Etape                   |
| --------------------- | ------------------------------- | ----------------- | ------------------- | ------ | ------- | ----------------------------------------------- | ----------------------- |
| Mercedes F1 W12       | Mercedes-AMG PETRONAS F1 Team   | Mercedes          | Mercedes-AMG F1 M12 | F1 W12 | 44 77   | Lewis Hamilton Valtteri Bottas                  | Toate                   |
| Red Bull Racing RB16B | Red Bull Racing Honda           | Red Bull Racing   | Honda RA621H        | RB16B  | 11 33   | Sergio Pérez Max Verstappen                     | Toate                   |
| McLaren MCL35M        | McLaren F1 Team                 | McLaren           | Mercedes-AMG F1 M12 | MCL35M | 3 4     | Daniel Ricciardo Lando Norris                   | Toate                   |
| Aston Martin AMR21    | Aston Martin Cognizant F1 Team  | Aston Martin      | Mercedes-AMG F1 M12 | AMR21  | 5 18    | Sebastian Vettel Lance Stroll                   | Toate                   |
| Alpine A521           | Alpine F1 Team                  | Alpine            | Renault E-Tech 20B  | A521   | 14 31   | Fernando Alonso Esteban Ocon                    | Toate                   |
| Ferrari SF21          | Scuderia Ferrari Mission Winnow | Ferrari           | Ferrari 065/6       | SF21   | 16 55   | Charles Leclerc Carlos Sainz Jr.                | Toate                   |
| AlphaTauri AT02       | Scuderia AlphaTauri Honda       | AlphaTauri        | Honda RA621H        | AT02   | 10 22   | Pierre Gasly Yuki Tsunoda                       | Toate                   |
| Alfa Romeo Racing C41 | Alfa Romeo Racing ORLEN         | Alfa Romeo Racing | Ferrari 065/6       | C41    | 7 88 99 | Kimi Räikkönen Robert Kubica Antonio Giovinazzi | 1-13, 15-22 13-14 Toate |
| Haas VF-21            | Uralkali Haas F1 Team           | Haas              | Ferrari 065/6       | VF-21  | 9 47    | Nikita Mazepin · Mick Schumacher                | Toate                   |
| Williams FW43B        | Williams Racing                 | Williams          | Mercedes-AMG F1 M12 | FW43B  | 6 63    | Nicholas Latifi George Russell                  | Toate                   |
| Surse:                |                                 |                   |                     |        |         |                                                 |                         |

### Schimbări la echipe
McLaren a anunțat că va trece de la utilizarea motoarelor Renault la cele construite de Mercedes, reluând parteneriatul McLaren-Mercedes care a avut loc între 1995 și 2014. Racing Point va deveni cunoscută sub numele de Aston Martin. Schimbarea numelui a fost adusă de proprietarul echipei, Lawrence Stroll, care a investit în marca Aston Martin. Renault va deveni cunoscută sub numele de Alpine, preluând numele mărcii sport de la Renault.

### Schimbări la piloți
Sebastian Vettel a părăsit Ferrari la sfârșitul sezonului 2020. Cvadruplul campion mondial a condus pentru această echipă timp de șase sezoane. Locul lui Vettel a fost ocupat de Carlos Sainz Jr. care a părăsit McLaren. Daniel Ricciardo s-a mutat de la Renault la McLaren, unde l-a înlocuit pe Sainz. Ricciardo a fost înlocuit de dublul campion mondial, Fernando Alonso, care va conduce în primul sezon al Alpine. Alonso a concurat ultima dată în 2018 pentru McLaren.
Sebastian Vettel s-a mutat la Aston Martin, unde l-a înlocuit pe Sergio Pérez. Pérez, care a semnat anterior un contract cu Aston Martin până în 2022, s-a mutat la Red Bull Racing unde l-a înlocuit pe Alexander Albon. Albon va fi pilotul de rezervă și de teste al Red Bull Racing pentru sezonul 2021.
Romain Grosjean și Kevin Magnussen, care au condus pentru Haas din 2016 și respectiv 2017, au părăsit echipa la sfârșitul anului 2020. Campionul de Formula 2 din 2020, Mick Schumacher (fiul septuplului campion mondial, Michael Schumacher), va ocupa unul dintre locurile echipei, în timp ce celălalt loc va fi ocupat de Nikita Mazepin care a terminat pe locul cinci în Campionatul de Formula 2.
Yuki Tsunoda, care a terminat pe locul trei în Campionatul de Formula 2 din 2020, va promova în Formula 1 cu Scuderia AlphaTauri, în locul lui Daniil Kveat. Tsunoda va deveni primul pilot japonez din Formula 1 de la Kamui Kobayashi în 2014.

### Schimbări în timpul sezonului
În timpul weekend-ului Marelui Premiu al Țărilor de Jos, Kimi Räikkönen a fost testat pozitiv cu coronavirus. El a fost înlocuit la Alfa Romeo Racing de pilotul de rezervă, Robert Kubica, care a concurat ultima dată în Marele Premiu de la Abu Dhabi din 2019, conducând pentru Williams. Kubica a concurat și o săptămână mai târziu în locul lui Räikkönen în Marele Premiu al Italiei din același motiv.

## Calendar

Națiunile care au găzduit curse de Formula 1 în 2021 sunt arătate în verde. Națiunile care au găzduit curse de Formula 1 în trecut sunt arătate în gri închis

Calendarul din 2021 a constat din douăzeci și două de curse, sub rezerva reglementărilor permisive pentru COVID-19 stabilite de guvernele locale și de Grupul Formula 1.
| 1.                                                  | 2.                                                 | 3.                                            | 4.                                         |
| --------------------------------------------------- | -------------------------------------------------- | --------------------------------------------- | ------------------------------------------ |
| Marele Premiu al Bahrainului 26-28 martie           | Marele Premiu al Emiliei-Romagna 16-18 aprilie     | Marele Premiu al Portugaliei 30 apr-2 mai     | Marele Premiu al Spaniei 7-9 mai           |
| Bahrain (P)                                         | Imola (P)                                          | Algarve (P)                                   | Catalunya (P)                              |
| 5.                                                  | 6.                                                 | 7.                                            | 8.                                         |
| Marele Premiu al Principatului Monaco 20, 22-23 mai | Marele Premiu al Azerbaidjanului 4-6 iunie         | Marele Premiu al Franței 18-20 iunie          | Marele Premiu al Stiriei 25-27 iunie       |
| Monaco (S)                                          | Baku (S)                                           | Paul Ricard (P)                               | Red Bull Ring (P)                          |
| 9.                                                  | 10.                                                | 11.                                           | 12.                                        |
| Marele Premiu al Austriei 2-4 iulie                 | Marele Premiu al Marii Britanii 16-18 iulie        | Marele Premiu al Ungariei 30 iul-1 aug        | Marele Premiu al Belgiei 27-29 august      |
| Red Bull Ring (P)                                   | Silverstone (P)                                    | Hungaroring (P)                               | Spa-Francorchamps (P)                      |
| 13.                                                 | 14.                                                | 15.                                           | 16.                                        |
| Marele Premiu al Țărilor de Jos 3-5 septembrie      | Marele Premiu al Italiei 10-12 septembrie          | Marele Premiu al Rusiei 24-26 septembrie      | Marele Premiu al Turciei 8-10 octombrie    |
| Zandvoort (P)                                       | Monza (P)                                          | Soci (P)                                      | İstanbul Park (P)                          |
| 17.                                                 | 18.                                                | 19.                                           | 20.                                        |
| Marele Premiu al Statelor Unite 22-24 octombrie     | Marele Premiu de la Ciudad de México 5-7 noiembrie | Marele Premiu de la São Paulo 12-14 noiembrie | Marele Premiu al Qatarului 19-21 noiembrie |
| Americilor (P)                                      | Hermanos Rodríguez (P)                             | Interlagos (P)                                | Lusail (P)                                 |
| 21.                                                 | 22.                                                |                                               |                                            |
| Marele Premiu al Arabiei Saudite 3-5 decembrie      | Marele Premiu de la Abu Dhabi 10-12 decembrie      |                                               |                                            |
| Djedda (S)                                          | Yas Marina (P)                                     |                                               |                                            |
| (P) - pistă; (S) - stradă. Surse:                   |                                                    |                                               |                                            |

Următoarele runde au fost planificate, dar au fost anulate ulterior ca răspuns la pandemia de COVID-19:
| Mare Premiu                         | Circuit                                     | Data         |
| ----------------------------------- | ------------------------------------------- | ------------ |
| Marele Premiu al Chinei             | Circuitul Internațional Shanghai (P)        | 11 aprilie   |
| Marele Premiu al Canadei            | Circuitul Gilles Villeneuve (S)             | 13 iunie     |
| Marele Premiu al statului Singapore | Circuitul Marina Bay (S)                    | 3 octombrie  |
| Marele Premiu al Japoniei           | Circuitul Internațional de Curse Suzuka (P) | 10 octombrie |
| Marele Premiu al Australiei         | Circuitul Albert Park (S)                   | 21 noiembrie |
| Surse:                              |                                             |              |

### Extinderea calendarului și modificările față de 2020
Liberty Media, deținătorii drepturilor comerciale ale sportului, au anunțat că va fi posibil ca în 2021, calendarul să se extindă dincolo de cele douăzeci și două de curse planificate din calendarul 2020. Regulamentele sportive au fost modificate pentru a permite maximum douăzeci și cinci de mari premii pe an.
- Marele Premiu al Portugaliei pe Autódromo Internacional do Algarve din Portimão, care inițial a fost destinat să facă o întoarcere unică în 2020, a fost a treia etapă a campionatului.[44]
- Marele Premiu al Stiriei de pe Red Bull Ring din Spielberg, care a fost inițial desemnat să fie o cursă unică în 2020, a fost a opta etapă a campionatului, ceea ce înseamnă că circuitul a susținut două curse consecutive într-un sezon pentru un al doilea an la rând.[46]
- Marele Premiu al Țărilor de Jos s-a întors,[53] cursa având loc pe Circuitul Zandvoort.[54][55] Cursa a marcat prima dată când Marele Premiu al Țărilor de Jos s-a desfășurat din 1985. Marele Premiu al Țărilor de Jos a fost inclus în calendarul 2020, dar a fost anulat ca răspuns la pandemia de COVID-19.[56]
- Marele Premiu al Arabiei Saudite a debutat cu o cursă de noapte care a avut loc pe un circuit temporar din orașul Jeddah.[57] Alte planuri de a muta Marele Premiu la Qiddiya în 2023 au fost, de asemenea, făcute publice.[58][59] Cursa a avut loc noaptea, al treilea loc care a găzduit o cursă de noapte după Singapore și Bahrain.[k]
- Marele Premiu al Vietnamului ar fi debutat, cursa urmând să aibă loc în capitala Hanoi pe Circuitul Hanoi. Marele Premiu al Vietnamului a fost inclus în calendarul 2020, dar a fost anulat ca răspuns la pandemia de COVID-19.[60] Marele Premiu a fost eliminat din calendarul 2021 din cauza arestării fostului președinte din Hanoi, Nguyễn Đức Chung, un oficial cheie responsabil cu organizarea cursei.[61]

Alte modificări ale calendarului au avut loc după întreruperea campionatului din 2020 provocată de pandemia de COVID-19:
- Azerbaidjan și Marele Premiu al Principatului Monaco au revenit în calendar.[62][63][64] Aceste Mari Premii au fost eliminate din calendarul pentru 2020 din cauza dificultăților logistice asociate cu stabilirea unui circuit stradal într-un termen scurt.[65][66]
- S-au întors și cele ale Braziliei, Franței și Statelor Unite.[67][68] Cursele din 2020, împreună cu debutul Marelui Premiu de la Ciudad de México, au fost anulate din cauza pandemiei.[69] Marele Premiu al Braziliei a fost redenumit ca Marele Premiu de la São Paulo, în raport cu implicarea sporită din partea guvernului local.[70]
- Marele Premiu al Aniversării de 70 de ani, Eifel, Sakhir și Toscana nu au fost incluse în calendarul din 2021. Aceste Mari Premii au fost introduse în mod specific în calendarul 2020 ca răspuns la pandemia COVID-19, pentru a se asigura că se pot desfășura cât mai multe curse.[71]

## Pneuri
| MP              | C1 | C2 | C3 | C4 | C5 |
| --------------- | -- | -- | -- | -- | -- |
| BHR             |    | H  | M  | S  |    |
| EMR             |    | H  | M  | S  |    |
| PRT             | H  | M  | S  |    |    |
| ESP             | H  | M  | S  |    |    |
| MCO             |    |    | H  | M  | S  |
| AZE             |    |    | H  | M  | S  |
| FRA             |    | H  | M  | S  |    |
| STI             |    | H  | M  | S  |    |
| AUT             |    | H  | M  | S  |    |
| GBR             | H  | M  | S  |    |    |
| HUN             |    | H  | M  | S  |    |
| BEL             |    | H  | M  | S  |    |
| NLD             | H  | M  | S  |    |    |
| ITA             |    | H  | M  | S  |    |
| RUS             |    |    | H  | M  | S  |
| TUR             |    | H  | M  | S  |    |
| USA             |    | H  | M  | S  |    |
| CMX             |    | H  | M  | S  |    |
| SAP             |    | H  | M  | S  |    |
| QAT             | H  | M  | S  |    |    |
| SAU             |    | H  | M  | S  |    |
| ABU             |    |    | H  | M  | S  |
| Sursa: Pirelli. |    |    |    |    |    |

În timp ce în trecut, Pirelli a decis alegerea pneurilor cu câteva săptămâni înainte de curse, în acest an a ales să planifice întregul sezon din cauza complicațiilor cauzate de pandemia de COVID-19. Pentru 2021, compușii au fost aproape aceeași cu ceea ce a fost folosit în trecut - deși pneul mai moale a fost folosit în Baku și Brazilia.
| C1     |                 | Dur (Alb)       | Does not appear | Does not appear     | Does not appear     | Does not appear     | Uscat                | 1   | 5   |
| C2     |                 | Dur (Alb)       | Mediu (Galben)  | Does not appear     | Does not appear     | 2                   | Uscat                | 4   |     |
| C3     |                 | Dur (Alb)       | Mediu (Galben)  | Moale (Roșu)        | 3                   | 3                   | Uscat                |     |     |
| C4     | Does not appear | Does not appear | Mediu (Galben)  | Moale (Roșu)        | 4                   | 2                   | Uscat                |     |     |
| C5     | Does not appear | Does not appear | Does not appear | Does not appear     | 5                   | 1                   | Uscat                |     |     |
| –      |                 |                 |                 | Intermediar (Verde) | Intermediar (Verde) | Intermediar (Verde) | Umed (Ploaie ușoară) | N/A | N/A |
| –      |                 |                 |                 | Umed (Albastru)     | Umed (Albastru)     | Umed (Albastru)     | Umed (Ploaie)        | N/A | N/A |
| Sursa: |                 |                 |                 |                     |                     |                     |                      |     |     |

Au existat șapte compuși ai anvelopelor disponibile pentru sezonul 2021. Doi dintre aceștia au fost destinați condusului pe vreme umedă, intermediarul (indicat de un perete lateral verde) pentru condiții de ploaie ușoară, și complet umed (indicat de un perete lateral albastru) pentru ape stătătoare. Aceștia au fost disponibili tuturor echipelor la fiecare Mare Premiu. Restul de cinci compuși ai anvelopelor au fost pentru vreme uscată și sunt denumiți C1 până la C5, C1 fiind cea mai dură anvelopă ceea ce înseamnă că oferă cea mai mică aderență, dar este cea mai durabilă, iar C5 fiind cea mai moale având cea mai mare aderență, dar fiind cea mai puțin rezistentă. Cei cinci compuși ai anvelopelor formează o scară glisantă a durabilității și a nivelurilor de aderență pe asfalt.
Pirelli a desemnat trei dintre compușii care au fost rulați la fiecare cursă. Dintre acești trei, compusul cel mai rezistent a fost numit cauciucul dur (hard) pentru acel weekend și a fost notat de un perete lateral alb, în timp ce cel mai aderent compus a fost denumit moale (soft) și a fost notat de un perete lateral roșu, cu a treia dintre anvelopele nominalizate numită anvelopa medie (medium) care a fost notată de un perete lateral galben.

## Rezultate și clasamente

### Marile Premii
| Etapa | Mare Premiu                | Pole position   | Cel mai rapid tur    | Pilotul câștigător | Constructorul câștigător | Raport | Lider | Lider |
| Etapa | Mare Premiu                | Pole position   | Cel mai rapid tur    | Pilotul câștigător | Constructorul câștigător | Raport | Pilot | Dif.  |
| ----- | -------------------------- | --------------- | -------------------- | ------------------ | ------------------------ | ------ | ----- | ----- |
| 1     | MP al Bahrainului          | Max Verstappen  | Valtteri Bottas      | Lewis Hamilton     | Mercedes                 | Raport | HAM   | 7     |
| 2     | MP al Emiliei-Romagna      | Lewis Hamilton  | Lewis Hamilton       | Max Verstappen     | Red Bull Racing-Honda    | Raport | HAM   | 1     |
| 3     | MP al Portugaliei          | Valtteri Bottas | Valtteri Bottas      | Lewis Hamilton     | Mercedes                 | Raport | HAM   | 8     |
| 4     | MP al Spaniei              | Lewis Hamilton  | Max Verstappen       | Lewis Hamilton     | Mercedes                 | Raport | HAM   | 14    |
| 5     | MP al Principatului Monaco | Charles Leclerc | Lewis Hamilton       | Max Verstappen     | Red Bull Racing-Honda    | Raport | VER   | 4     |
| 6     | MP al Azerbaidjanului      | Charles Leclerc | Max Verstappen       | Sergio Pérez       | Red Bull Racing-Honda    | Raport | VER   | 4     |
| 7     | MP al Franței              | Max Verstappen  | Max Verstappen       | Max Verstappen     | Red Bull Racing-Honda    | Raport | VER   | 12    |
| 8     | MP al Stiriei              | Max Verstappen  | Lewis Hamilton       | Max Verstappen     | Red Bull Racing-Honda    | Raport | VER   | 18    |
| 9     | MP al Austriei             | Max Verstappen  | Max Verstappen       | Max Verstappen     | Red Bull Racing-Honda    | Raport | VER   | 32    |
| 10    | MP al Marii Britanii       | Max Verstappen  | Sergio Pérez         | Lewis Hamilton     | Mercedes                 | Raport | VER   | 8     |
| 11    | MP al Ungariei             | Lewis Hamilton  | Pierre Gasly         | Esteban Ocon       | Alpine-Renault           | Raport | HAM   | 8     |
| 12    | MP al Belgiei              | Max Verstappen  | Niciunul înregistrat | Max Verstappen     | Red Bull Racing-Honda    | Raport | HAM   | 3     |
| 13    | MP al Țărilor de Jos       | Max Verstappen  | Lewis Hamilton       | Max Verstappen     | Red Bull Racing-Honda    | Raport | VER   | 3     |
| 14    | MP al Italiei              | Max Verstappen  | Daniel Ricciardo     | Daniel Ricciardo   | McLaren-Mercedes         | Raport | VER   | 5     |
| 15    | MP al Rusiei               | Lando Norris    | Lando Norris         | Lewis Hamilton     | Mercedes                 | Raport | HAM   | 2     |
| 16    | MP al Turciei              | Valtteri Bottas | Valtteri Bottas      | Valtteri Bottas    | Mercedes                 | Raport | VER   | 6     |
| 17    | MP al Statelor Unite       | Max Verstappen  | Lewis Hamilton       | Max Verstappen     | Red Bull Racing-Honda    | Raport | VER   | 12    |
| 18    | MP de la Ciudad de México  | Valtteri Bottas | Valtteri Bottas      | Max Verstappen     | Red Bull Racing-Honda    | Raport | VER   | 19    |
| 19    | MP de la São Paulo         | Valtteri Bottas | Sergio Pérez         | Lewis Hamilton     | Mercedes                 | Raport | VER   | 14    |
| 20    | MP al Qatarului            | Lewis Hamilton  | Max Verstappen       | Lewis Hamilton     | Mercedes                 | Raport | VER   | 8     |
| 21    | MP al Arabiei Saudite      | Lewis Hamilton  | Lewis Hamilton       | Lewis Hamilton     | Mercedes                 | Raport | VER   | 0     |
| 22    | MP de la Abu Dhabi         | Max Verstappen  | Max Verstappen       | Max Verstappen     | Red Bull Racing-Honda    | Raport | VER   | 8     |

### Sistemul de punctaj
Punctele sunt acordate primilor zece piloți care au terminat în fiecare cursă, folosind următoarea structură:
| Loc                 | 1  | 2  | 3  | 4  | 5  | 6 | 7 | 8 | 9 | 10 | CMRT |
| ------------------- | -- | -- | -- | -- | -- | - | - | - | - | -- | ---- |
| Mare Premiu         | 25 | 18 | 15 | 12 | 10 | 8 | 6 | 4 | 2 | 1  | 1    |
| Calificările sprint | 3  | 2  | 1  |    |    |   |   |   |   |    |      |

Pentru a obține toate punctele, câștigătorul cursei trebuie să termine cel puțin 75% din distanța programată. Jumătate de puncte sunt acordate dacă câștigătorul cursei termină mai puțin de 75% din distanță, cu condiția terminării a cel puțin două tururi complete. În cazul de egalitate la încheierea campionatului, se folosește un sistem de numărătoare, cel mai bun rezultat fiind folosit pentru a decide clasamentul final.
Note
- ^1 - În cazul în care nu sunt încheiate două tururi complete, nu se acordă nici un punct și cursa este abandonată.
- ^2 - În cazul în care doi sau mai mulți piloți realizează același cel mai bun rezultat de un număr egal de ori, se va folosi următorul cel mai bun rezultat. Dacă doi sau mai mulți piloți vor avea un număr egal de rezultate de un număr egal de ori, FIA va nominaliza câștigătorul conform unor criterii pe care le va considera potrivite.[79]

### Clasament Campionatul Mondial al Piloților
| Poz.   | Pilot              | BHR | EMR  | PRT  | ESP | MCO | AZE  | FRA  | STI | AUT  | GBR§ | HUN | BEL‡ | NLD | ITA§ | RUS  | TUR  | USA | CMX   | SAP§ | QAT | SAU  | ABU  | Pct.   |
| Poz.   | Pilot              |     |      |      |     |     |      |      |     |      |      |     |      |     |      |      |      |     |       |      |     |      |      | Pct.   |
| ------ | ------------------ | --- | ---- | ---- | --- | --- | ---- | ---- | --- | ---- | ---- | --- | ---- | --- | ---- | ---- | ---- | --- | ----- | ---- | --- | ---- | ---- | ------ |
| 1      | Max Verstappen     | 2P  | 1    | 2    | 2R  | 1   | 18*R | 1P R | 1P  | 1P R | 1AbP | 9   | 1P   | 1P  | 2AbP | 2    | 2    | 1P  | 1     | 2    | 2R  | 2    | 1P R | 395,5  |
| 2      | Lewis Hamilton     | 1   | 2P R | 1    | 1P  | 7R  | 15   | 2    | 2R  | 4    | 21   | 2P  | 3    | 2R  | Ab   | 1    | 5    | 2R  | 2     | 1    | 1P  | 1P R | 2    | 387,5  |
| 3      | Valtteri Bottas    | 3R  | Ab   | 3P R | 3   | Ab  | 12   | 4    | 3   | 2    | 3    | Ab  | 12   | 3   | 13   | 5    | 1P R | 6   | 15P R | 13P  | Ab  | 3    | 6    | 226    |
| 4      | Sergio Pérez       | 5   | 11   | 4    | 5   | 4   | 1    | 3    | 4   | 6    | 15R  | Ab  | 19   | 8   | 5    | 9    | 3    | 3   | 3     | 4R   | 4   | Ab   | 15*  | 190    |
| 5      | Carlos Sainz Jr.   | 8   | 5    | 11   | 7   | 2   | 8    | 11   | 6   | 5    | 6    | 3   | 10   | 7   | 6    | 3    | 8    | 7   | 6     | 36   | 7   | 8    | 3    | 164,5  |
| 6      | Lando Norris       | 4   | 3    | 5    | 8   | 3   | 5    | 5    | 5   | 3    | 4    | Ab  | 14   | 10  | 2    | 7P R | 7    | 8   | 10    | 10   | 9   | 10   | 7    | 160    |
| 7      | Charles Leclerc    | 6   | 4    | 6    | 4   | NSP | 4P   | 16   | 7   | 8    | 2    | Ab  | 8    | 5   | 4    | 15   | 4    | 4   | 5     | 5    | 8   | 7    | 10   | 159    |
| 8      | Daniel Ricciardo   | 7   | 6    | 9    | 6   | 12  | 9    | 6    | 13  | 7    | 5    | 11  | 4    | 11  | 31R  | 4    | 13   | 5   | 12    | Ab   | 12  | 5    | 12   | 115    |
| 9      | Pierre Gasly       | 17* | 8    | 10   | 10  | 6   | 3    | 7    | Ab  | 9    | 11   | 5R  | 6    | 4   | Ab   | 13   | 6    | Ab  | 4     | 7    | 11  | 6    | 5    | 110    |
| 10     | Fernando Alonso    | Ab  | 10   | 8    | 17  | 13  | 6    | 8    | 9   | 10   | 7    | 4   | 11   | 6   | 8    | 6    | 16   | Ab  | 9     | 9    | 3   | 13   | 8    | 81     |
| 11     | Esteban Ocon       | 13  | 9    | 7    | 9   | 9   | Ab   | 14   | 14  | Ab   | 9    | 1   | 7    | 9   | 10   | 14   | 10   | Ab  | 13    | 8    | 5   | 4    | 9    | 74     |
| 12     | Sebastian Vettel   | 15  | 15*  | 13   | 13  | 5   | 2    | 9    | 12  | 17*  | Ab   | DSC | 5    | 13  | 12   | 12   | 18   | 10  | 7     | 11   | 10  | Ab   | 11   | 43     |
| 13     | Lance Stroll       | 10  | 8    | 14   | 11  | 8   | Ab   | 10   | 8   | 13   | 8    | Ab  | 20   | 12  | 7    | 11   | 9    | 12  | 14    | Ab   | 6   | 11   | 13   | 34     |
| 14     | Yuki Tsunoda       | 9   | 12   | 15   | Ab  | 16  | 7    | 13   | 10  | 12   | 10   | 6   | 15   | Ab  | NS   | 17   | 14   | 9   | Ab    | 15   | 13  | 14   | 4    | 32     |
| 15     | George Russell     | 14  | Ab   | 16   | 14  | 14  | 17*  | 12   | Ab  | 11   | 12   | 8   | 2    | 17* | 9    | 10   | 15   | 14  | 16    | 13   | 17  | Ab   | Ab   | 16     |
| 16     | Kimi Räikkönen     | 11  | 13   | Ab   | 12  | 11  | 10   | 17   | 11  | 15   | 15   | 10  | 18   | Ret |      | 8    | 12   | 13  | 8     | 12   | 14  | 15   | Ab   | 10     |
| 17     | Nicholas Latifi    | 18* | Ab   | 18   | 16  | 15  | 16   | 18   | 17  | 16   | 14   | 7   | 9    | 16  | 11   | 19*  | 17   | 15  | 17    | 16   | Ab  | 12   | Ab   | 7      |
| 18     | Antonio Giovinazzi | 12  | 14   | 12   | 15  | 10  | 11   | 15   | 15  | 14   | 13   | 13  | 13   | 14  | 13   | 16   | 11   | 11  | 11    | 14   | 15  | 9    | Ab   | 3      |
| 19     | Mick Schumacher    | 16  | 16   | 17   | 18  | 18  | 13   | 19   | 16  | 18   | 18   | 12  | 16   | 18  | 15   | Ab   | 19   | 16  | Ab    | 18   | 16  | Ab   | 14   | 0      |
| 20     | Robert Kubica      |     |      |      |     |     |      |      |     |      |      |     |      | 15  | 14   |      |      |     |       |      |     |      |      | 0      |
| 21     | Nikita Mazepin     | Ab  | 17   | 19   | 19  | 17  | 14   | 20   | 18  | 19   | 17   | Ab  | 17   | Ab  | Ab   | 18   | 20   | 17  | 18    | 17   | 18  | Ab   | NS   | 0      |
| Poz.   | Pilot              | BHR | EMR  | PRT  | ESP | MCO | AZE  | FRA  | STI | AUT  | GBR§ | HUN | BEL‡ | NLD | ITA§ | RUS  | TUR  | USA | CMX   | SAP§ | QAT | SAU  | ABU  | Puncte |
| Surse: |                    |     |      |      |     |     |      |      |     |      |      |     |      |     |      |      |      |     |       |      |     |      |      |        |

| Legendă      | Legendă                                                |
| Culoare      | Rezultat                                               |
| ------------ | ------------------------------------------------------ |
| Auriu        | Câștigător                                             |
| Argintiu     | Locul 2                                                |
| Bronz        | Locul 3                                                |
| Verde        | Alte locuri care punctează                             |
| Albastru     | Alte locuri                                            |
| Albastru     | Nu s-a clasat, dar a terminat cursa (NC)               |
| Purpuriu     | A abandonat cursa (Ab)                                 |
| Negru        | Descalificat (DSC)                                     |
| Alb          | Nu a luat startul (NS)                                 |
| Roșu         | Nu s-a calificat (NSC)                                 |
| Fără culoare | Retras înainte de calificări (Ret)                     |
| Fără culoare | Exclus (EX)                                            |
| Fără culoare | Nu a participat (celulă goală)                         |
| Adnotare     | Însemnătate                                            |
| P            | Pole position                                          |
| R            | Cel mai rapid tur                                      |
| 1            | Poziția finală în cursa sprint                         |
| *            | Nu a terminat, dar a parcurs mai mult de 90% din cursă |

Note:
- – Au fost acordate puncte înjumătățite la Marele Premiu al Belgiei deoarece a fost parcursă mai puțin de 75% din distanța programată din cauza vremii. Tururile rapide nu au fost înregistrate.
- § – Cursele sprint au avut loc la trei Mari Premii: Marea Britanie, Italia și São Paulo.

### Clasament Campionatul Mondial al Constructorilor
| Poz.   | Constructor               | BHR | EMR  | PRT  | ESP | MCO | AZE  | FRA  | STI | AUT  | GBR§ | HUN | BEL‡ | NLD | ITA§ | RUS  | TUR  | USA | CMX   | SAP§ | QAT | SAU  | ABU  | Pct.   |
| Poz.   | Constructor               |     |      |      |     |     |      |      |     |      |      |     |      |     |      |      |      |     |       |      |     |      |      | Pct.   |
| ------ | ------------------------- | --- | ---- | ---- | --- | --- | ---- | ---- | --- | ---- | ---- | --- | ---- | --- | ---- | ---- | ---- | --- | ----- | ---- | --- | ---- | ---- | ------ |
| 1      | Mercedes                  | 1   | 2P R | 1    | 1P  | 7R  | 12   | 2    | 2R  | 2    | 21   | 2P  | 3    | 2R  | 13   | 1    | 1P R | 2R  | 2     | 1    | 1P  | 1P R | 2    | 613,5  |
| 1      | Mercedes                  | 3R  | Ab   | 3P R | 3   | Ab  | 15   | 4    | 3   | 4    | 3    | Ab  | 12   | 3   | Ab   | 5    | 5    | 6   | 15P R | 13P  | Ab  | 3    | 6    | 613,5  |
| 2      | Red Bull Racing-Honda     | 2P  | 1    | 2    | 2R  | 1   | 1    | 1P R | 1P  | 1P R | 16R  | 9   | 1P   | 1P  | 5    | 2    | 2    | 1P  | 1     | 2    | 2R  | 2    | 1P R | 585,5  |
| 2      | Red Bull Racing-Honda     | 5   | 11   | 4    | 5   | 4   | 18*R | 3    | 4   | 6    | 1AbP | Ab  | 19   | 8   | 2AbP | 9    | 3    | 3   | 3     | 4R   | 4   | Ab   | 15*  | 585,5  |
| 3      | Ferrari                   | 6   | 4    | 6    | 4   | 2   | 4P   | 11   | 6   | 5    | 2    | 3   | 8    | 5   | 4    | 3    | 4    | 4   | 5     | 5    | 7   | 7    | 3    | 323,5  |
| 3      | Ferrari                   | 8   | 5    | 11   | 7   | NSP | 8    | 16   | 7   | 8    | 6    | Ab  | 10   | 7   | 6    | 15   | 8    | 7   | 6     | 36   | 8   | 8    | 10   | 323,5  |
| 4      | McLaren-Mercedes          | 4   | 3    | 5    | 6   | 3   | 5    | 5    | 5   | 3    | 4    | 11  | 4    | 10  | 31R  | 4    | 7    | 5   | 10    | 10   | 9   | 5    | 7    | 275    |
| 4      | McLaren-Mercedes          | 7   | 6    | 9    | 8   | 12  | 9    | 6    | 13  | 7    | 5    | Ab  | 14   | 11  | 2    | 7P R | 13   | 8   | 12    | Ab   | 12  | 10   | 12   | 275    |
| 5      | Alpine-Renault            | 13  | 9    | 8    | 9   | 9   | 6    | 8    | 9   | 10   | 7    | 1   | 7    | 6   | 8    | 6    | 10   | Ab  | 9     | 8    | 3   | 4    | 8    | 155    |
| 5      | Alpine-Renault            | Ab  | 10   | 7    | 17  | 13  | Ab   | 14   | 14  | Ab   | 9    | 4   | 11   | 9   | 10   | 14   | 16   | Ab  | 13    | 9    | 5   | 13   | 9    | 155    |
| 6      | AlphaTauri-Honda          | 9   | 7    | 10   | 10  | 6   | 3    | 7    | 10  | 9    | 10   | 5R  | 6    | 4   | Ab   | 13   | 6    | 9   | 4     | 7    | 11  | 6    | 4    | 142    |
| 6      | AlphaTauri-Honda          | 17* | 12   | 15   | Ab  | 16  | 7    | 13   | Ab  | 12   | 11   | 6   | 15   | Ab  | NS   | 17   | 14   | Ab  | Ab    | 15   | 13  | 14   | 5    | 142    |
| 7      | Aston Martin-Mercedes     | 10  | 8    | 13   | 11  | 5   | 2    | 9    | 8   | 13   | 8    | Ab  | 5    | 12  | 7    | 11   | 9    | 10  | 7     | 11   | 6   | 11   | 11   | 77     |
| 7      | Aston Martin-Mercedes     | 15  | 15*  | 14   | 13  | 8   | Ab   | 10   | 12  | 17*  | Ab   | DSC | 20   | 13  | 12   | 12   | 18   | 12  | 14    | Ab   | 10  | Ab   | 13   | 77     |
| 8      | Williams-Mercedes         | 14  | Ab   | 16   | 14  | 14  | 16   | 18   | 17  | 11   | 12   | 7   | 2    | 16  | 9    | 10   | 15   | 14  | 16    | 13   | 17  | 12   | Ab   | 23     |
| 8      | Williams-Mercedes         | 18* | Ab   | 18   | 16  | 15  | 17   | 19   | Ab  | 15   | 14   | 8   | 9    | 17* | 11   | 19*  | 17   | 15  | 17    | 16   | Ab  | Ab   | Ab   | 23     |
| 9      | Alfa Romeo Racing-Ferrari | 11  | 13   | 12   | 12  | 10  | 10   | 15   | 11  | 14   | 13   | 10  | 13   | 14  | 13   | 8    | 11   | 11  | 8     | 12   | 14  | 9    | Ab   | 13     |
| 9      | Alfa Romeo Racing-Ferrari | 12  | 14   | Ab   | 15  | 11  | 11   | 17   | 15  | 16   | 15   | 13  | 18   | 15  | 14   | 16   | 12   | 13  | 11    | 14   | 15  | 15   | Ab   | 13     |
| 10     | Haas-Ferrari              | 16  | 16   | 17   | 18  | 17  | 13   | 19   | 16  | 18   | 17   | 12  | 16   | 18  | 15   | 18   | 19   | 16  | 18    | 17   | 16  | Ab   | 14   | 0      |
| 10     | Haas-Ferrari              | Ab  | 17   | 19   | 19  | 18  | 14   | 20   | 18  | 19   | 18   | Ab  | 17   | Ab  | Ab   | Ab   | 20   | 17  | Ab    | 18   | 18  | Ab   | NS   | 0      |
| Poz.   | Constructor               | BHR | EMR  | PRT  | ESP | MCO | AZE  | FRA  | STI | AUT  | GBR§ | HUN | BEL‡ | NLD | ITA§ | RUS  | TUR  | USA | CMX   | SAP§ | QAT | SAU  | ABU  | Puncte |
| Surse: |                           |     |      |      |     |     |      |      |     |      |      |     |      |     |      |      |      |     |       |      |     |      |      |        |

| Legendă      | Legendă                                                |
| Culoare      | Rezultat                                               |
| ------------ | ------------------------------------------------------ |
| Auriu        | Câștigător                                             |
| Argintiu     | Locul 2                                                |
| Bronz        | Locul 3                                                |
| Verde        | Alte locuri care punctează                             |
| Albastru     | Alte locuri                                            |
| Albastru     | Nu s-a clasat, dar a terminat cursa (NC)               |
| Purpuriu     | A abandonat cursa (Ab)                                 |
| Negru        | Descalificat (DSC)                                     |
| Alb          | Nu a luat startul (NS)                                 |
| Roșu         | Nu s-a calificat (NSC)                                 |
| Fără culoare | Retras înainte de calificări (Ret)                     |
| Fără culoare | Exclus (EX)                                            |
| Fără culoare | Nu a participat (celulă goală)                         |
| Adnotare     | Însemnătate                                            |
| P            | Pole position                                          |
| R            | Cel mai rapid tur                                      |
| 1            | Poziția finală în cursa sprint                         |
| *            | Nu a terminat, dar a parcurs mai mult de 90% din cursă |

| Tabelul liderilor campionatului | Tabelul liderilor campionatului | Tabelul liderilor campionatului |
| MP                              | Liderul campionatului           | Dif.                            |
| ------------------------------- | ------------------------------- | ------------------------------- |
| BHR                             | Mercedes                        | 13                              |
| EMR                             | Mercedes                        | 7                               |
| PRT                             | Mercedes                        | 18                              |
| ESP                             | Mercedes                        | 29                              |
| MCO                             | Red Bull Racing                 | 1                               |
| AZE                             | Red Bull Racing                 | 26                              |
| FRA                             | Red Bull Racing                 | 37                              |
| STI                             | Red Bull Racing                 | 40                              |
| AUT                             | Red Bull Racing                 | 44                              |
| GBR                             | Red Bull Racing                 | 4                               |
| HUN                             | Mercedes                        | 12                              |
| BEL                             | Mercedes                        | 7                               |
| NLD                             | Mercedes                        | 12                              |
| ITA                             | Mercedes                        | 18                              |
| RUS                             | Mercedes                        | 33                              |
| TUR                             | Mercedes                        | 36                              |
| USA                             | Mercedes                        | 23                              |
| CMX                             | Mercedes                        | 1                               |
| SAP                             | Mercedes                        | 11                              |
| QAT                             | Mercedes                        | 5                               |
| SAU                             | Mercedes                        | 28                              |
| ABU                             | Mercedes                        | 28                              |

Note:
- – Au fost acordate puncte înjumătățite la Marele Premiu al Belgiei deoarece a fost parcursă mai puțin de 75% din distanța programată din cauza vremii. Tururile rapide nu au fost înregistrate.
- Pozițiile sunt sortate după cel mai bun rezultat, rândurile nefiind legate de piloți. În caz de egalitate de puncte, cele mai bune poziții obținute au determinat rezultatul.
- § – Cursele sprint au avut loc la trei Mari Premii: Marea Britanie, Italia și São Paulo.